# Laupala wailua
Laupala wailua är en insektsart som beskrevs av Otte, D. 1994. Laupala wailua ingår i släktet Laupala och familjen syrsor. Inga underarter finns listade i Catalogue of Life.